# Mount Prospect
Mount Prospect è un comune (village) degli Stati Uniti d'America della contea di Cook appartenente allo Stato federato dell'Illinois. Situato circa 35 km a nord-ovest di Chicago, dista circa 290 km da Springfield.